# Passat (fartyg)

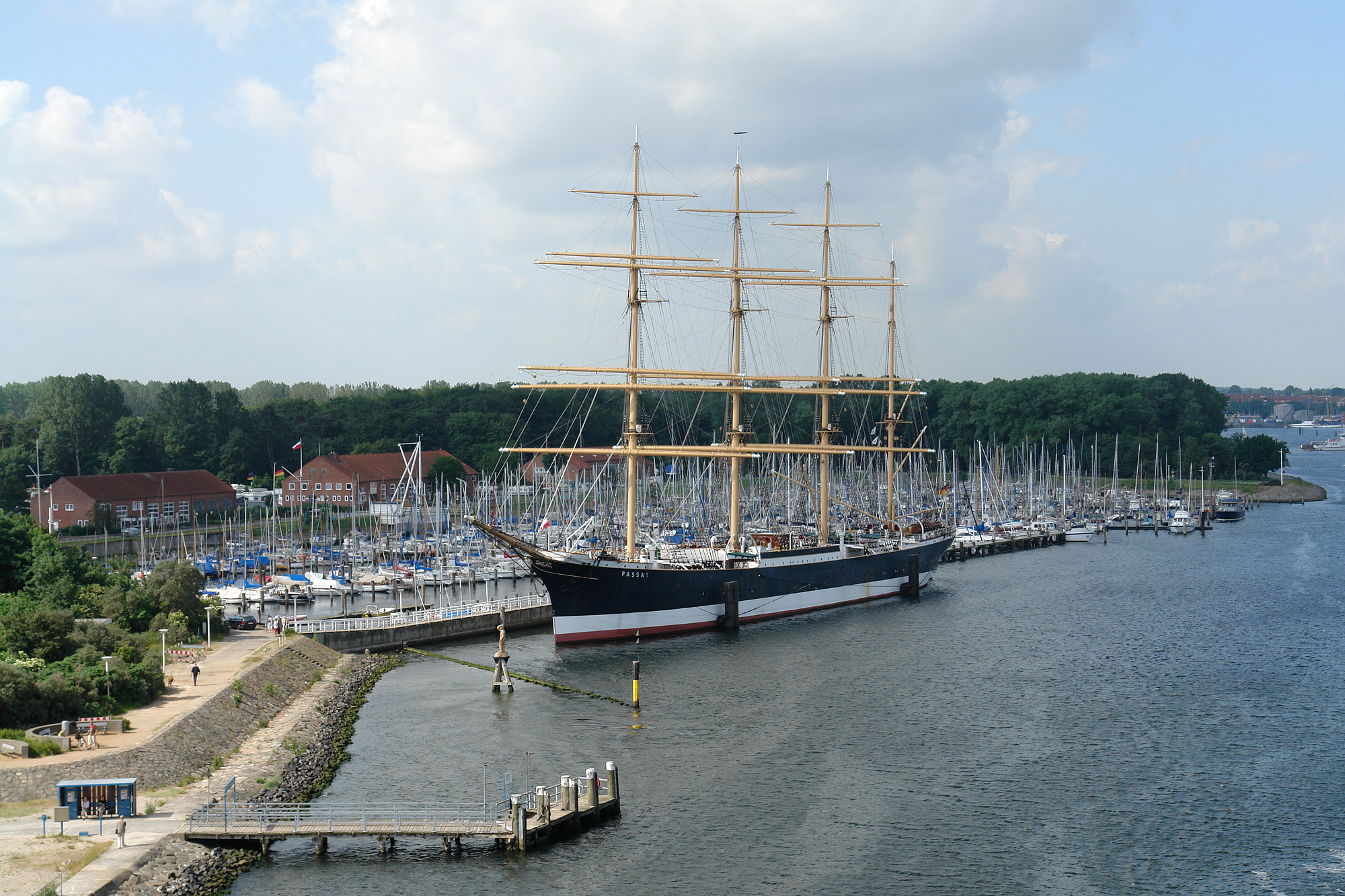
Passat som museifartyg i Travemünde.

Passat är ett fyrmastat barkskepp som ingick i F. Laeisz och senare Gustaf Eriksons flottor. Passat ligger sedan 1960 i Travemünde vid Lübeckbukten i Nordtyskland.

## Bilder från fartygets däck

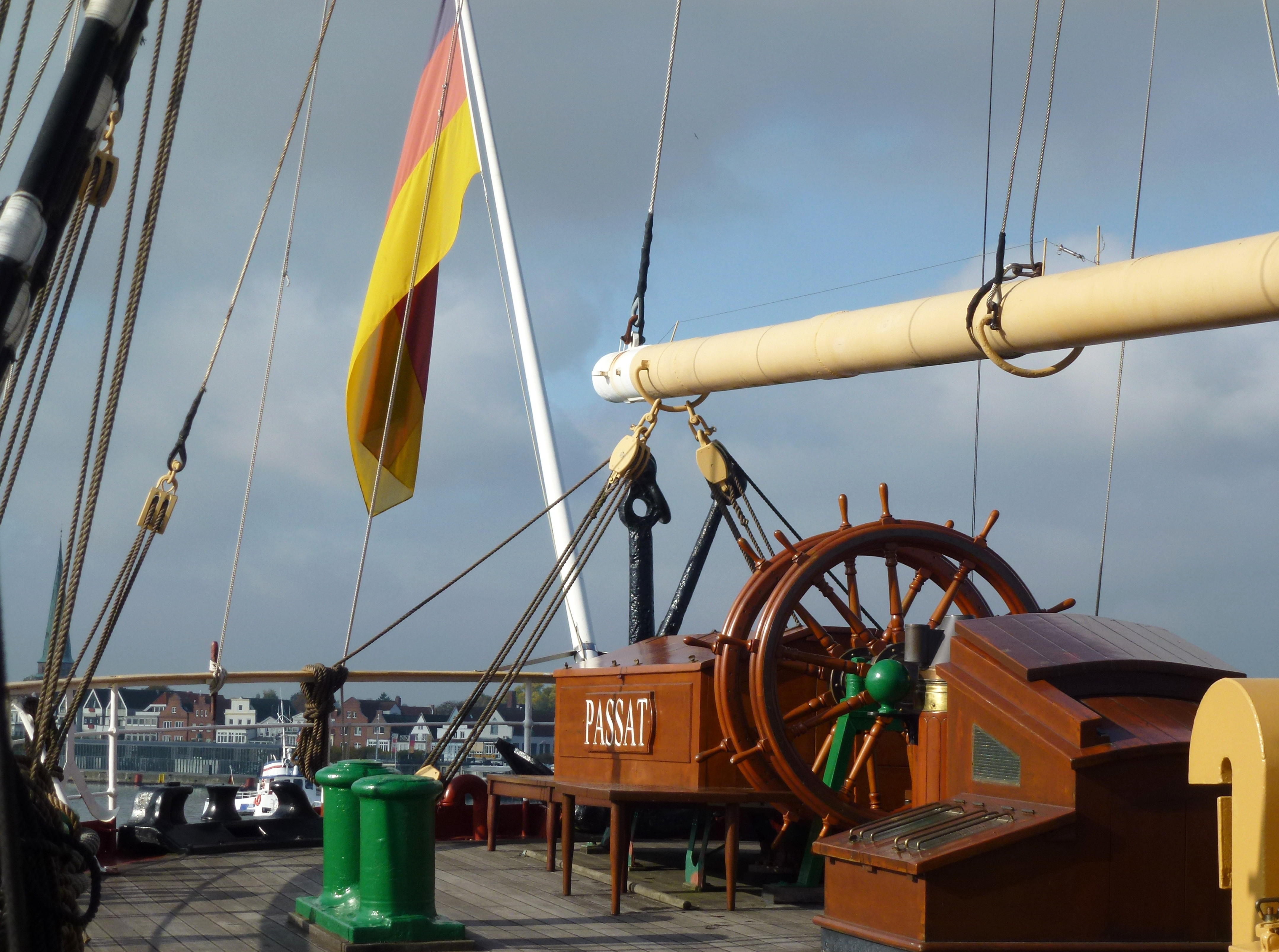
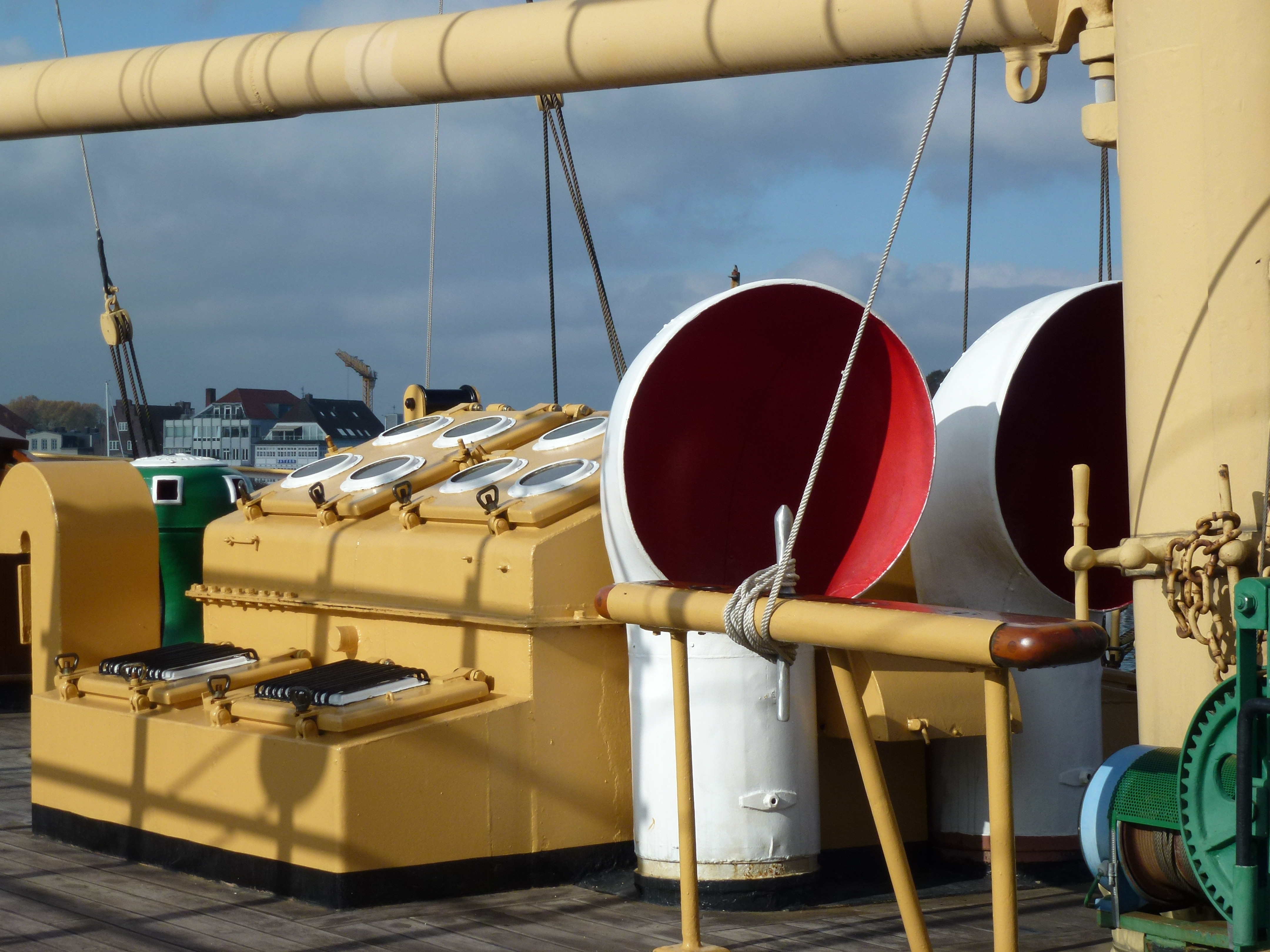
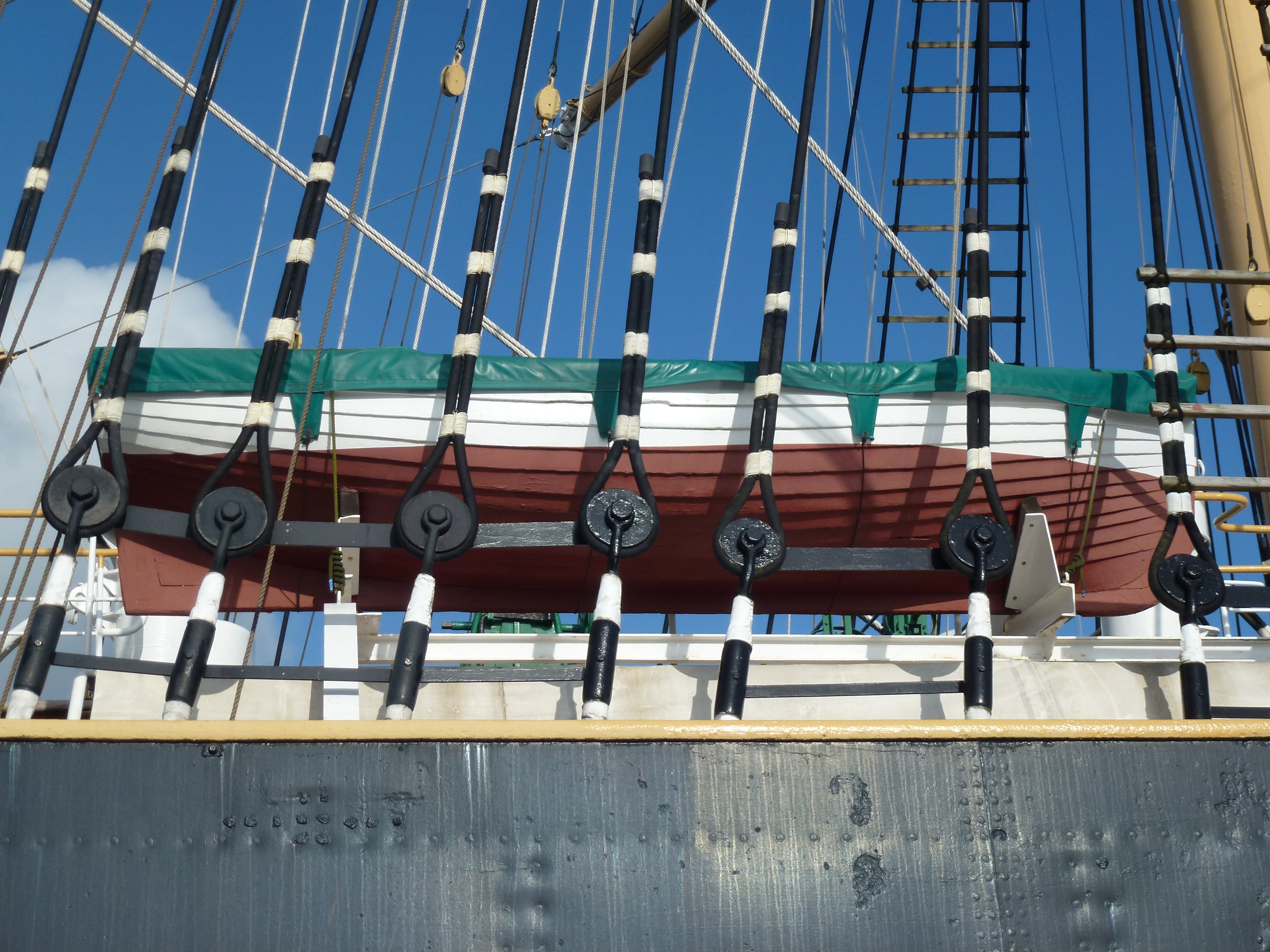
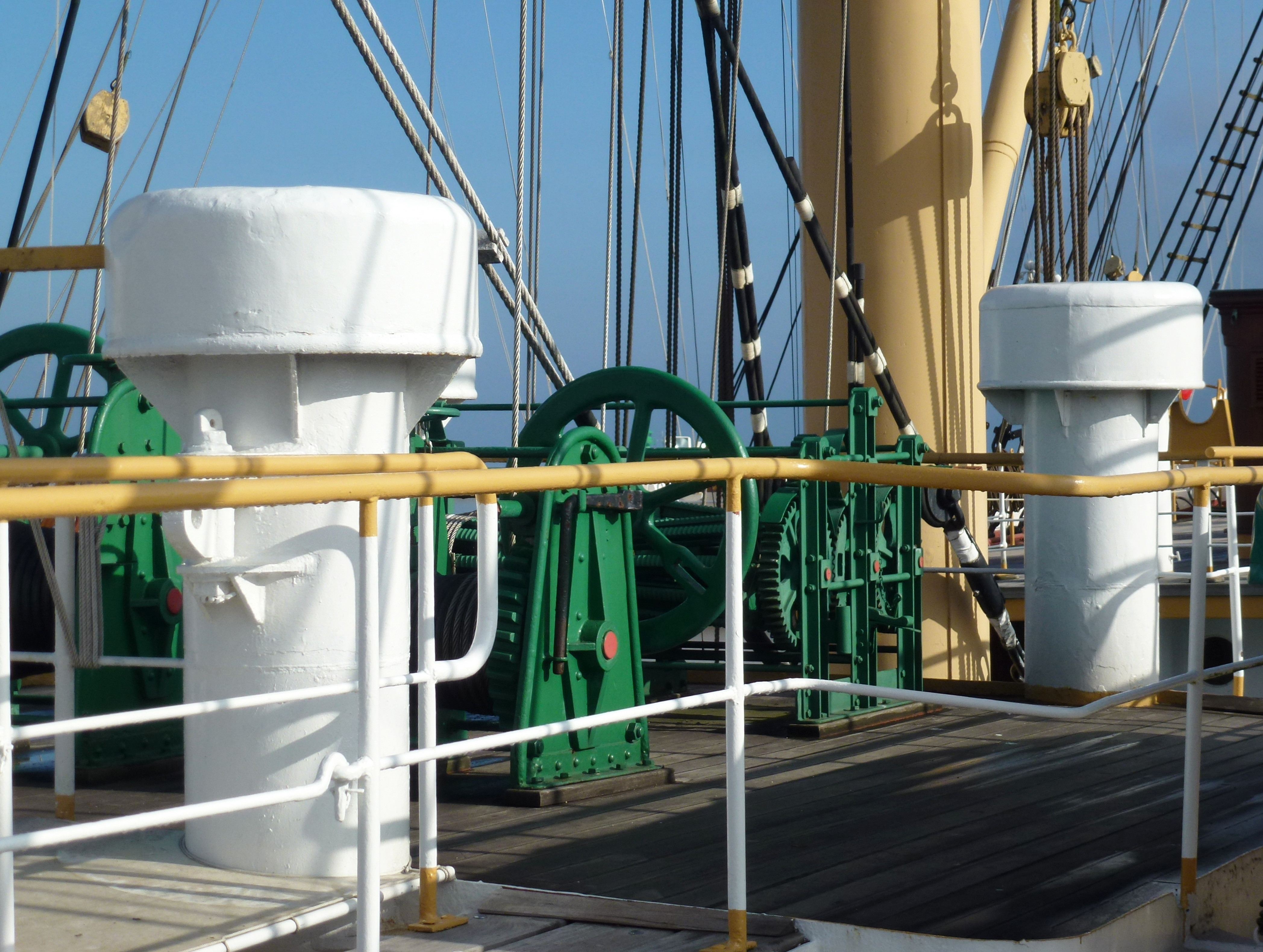

## Historik
Passat byggdes 1911 i Hamburg hos Blohm & Voss och tjänade det berömda rederiet F. Laeisz ("the flying P-line") bland annat på den chilenska salpetertraden. 1932 köptes hon av Gustaf Erikson på Åland för att frakta vete från Australien. 1951–1957 var hon skolfartyg i den tyska handelsflottan. 
Fartyget är kallat för "systerfartyg" till Pamir, men de var dock inte helt identiska. Fartyget togs ur trafik som lastförande skolfartyg efter Pamirs förlisning 21 september 1957. År 1959 förvärvades Passat av staden Lübeck för 315 000 mark och sedan 1960 ligger hon på sin nuvarande plats i Passathamnen i Traves mynning. Sedan 1978 är fartyget ett byggnadsminne. Numera är Passat vandrarhem och museum.